# Дагана (город, Сенегал)
Дагана (Dagana), иногда Тагана, — город в Сенегале (Западная Африка), на левом берегу Сенегала.

## История
Город Дагана был основан в 1300-е годы; в колониальные времена входил во французскую Сенегамбию. Городские крепостные укрепления возведены в 1821 году. Был важным торговым пунктом.